# عملة 5000 ين
عملة 5000 ين هي فئة من فئة تذكارية من الين الياباني، تسك العملة لجامعي العملات الذين يشترونها مباشرة من دار سك العملة بسعر أعلى. سكت عملة 5000 ين تذكارية من سبيكة فضية منذ عام 1990، حتى عام 2021 عندما سكت من الذهب احتفالًا بمرور 150 عامًا على نظام العملة الحديث في اليابان. لم تتغير قياسات العملات المعدنية حتى إصدار الذهب الذي خفضت فيه أبعادها. 

## التاريخ
سكت عملة 5000 ين في عام 1990 (العام الثاني من عهد هيسي) من سبيكة الفضة الإسترلينية لإحياء ذكرى ثلاث مناسبات مختلفة، هي معرض حديقة أوساكا التي على وجهها صورة الإلهة فلورا مع زهور في شعرها وعلى الظهر شعار الحدث. الأخرى هي الاحتفال بالذكرى المئوية الثانية لنظام القضائي الياباني وبرلمان اليابان . على العملة الأخيرة مبنى البرلمان على الوجه وعبارة 100 عام منذ إنشاء البرلمان على الظهر.
سكت عملة تذكارية واحدة فقط في عام 1993 للاحتفال بزواج ولي عهد اليابان آنذاك ناروهيتو والأميرة ماساكو. على وجه العملة زوجا كركية وعلى الظهر الشعار الإمبراطوري. هذه العملة فريدة مقارنة بعملات 500 ين الفضية الأخرى لأنها سكت من الفضة النقية.
سكت عملة 5000 ين من الفضة الإسترليني للاحتفال بدورة الألعاب الأولمبية الشتوية 1998 التي أقيمت في مدينة ناغانو اليابانية.بدأ إصدار العملة الفعلي المعدنية في عام 1997 (9 هيسي) واستمر حتى عام 1998 (10 هيسي). للعملة ثلاثة تصاميم عليها ألعاب أولمبية مختلفة على الوجه وهي: الهوكي (الإصدار 1)، البياتلون (الإصدار 2)، والتزلج البارالمبي (الإصدار 3). أما الظهر فعليه سيرو مع القيمة والتاريخ.
مرت 23 سنة أخرى قبل أن تقوم دار سك العملة اليابانية بإصدار عملة 5000 ين مرة أخرى في عام 2021 (3 رييوا) من الذهب بوزن 0.25 أونصة للاحتفال بالذكرى السنوية الـ 150 لنظام العملة الحديث في اليابان. تتميز هذه العملة بكونها أول عملة 5000 ين ذهبية وأول عملة ذهبية بوزن 0.25 أونصة تسكها اليابان. غير أحجام العملة الذهبية إلى 20 ملم و7.8 جرام بدلا من حجم العملة الفضية البالغ 30 ملم و15 جرام. على الوجه الحرف 圓 (ين) الذي استخدم في عملة 1 ين المصدرة في عام 1871.

## قائمة العملات التذكارية
| الصورة | تقويم ياباني | تقويم ميلادي | العدد               | الذكرى                                          |
| ------ | ------------ | ------------ | ------------------- | ----------------------------------------------- |
|        | 2 فترة هيسي  | 1990         | 10,000,000          | Osaka Garden Exposition ‏                        |
|        | 2 هيسي       | 1990         | 5,000,000           | مئوية نظام اليابان القضائي                      |
|        | 2 هيسي       | 1990         | 5,000,000           | مئوية برلمان اليابان                            |
|        | 五 (5) هيسي  | 1993         | 4,800,000 (200,000) | زفاف ولي العهد الأمير ناروهيتو                  |
|        | 9 هيسي       | 1997         | 4,867,000 (133,000) | الألعاب الأولمبية الشتوية 1998 (هوكي)           |
|        | 9 هيسي       | 1997         | 4,867,000 (133,000) | الألعاب الأولمبية الشتوية 1998 (بياثلون)        |
|        | 10 هيسي      | 1998         | 4,867,000 (133,000) | الألعاب الأولمبية الشتوية 1998 (متزلج بارالمبي) |
|        | 3 رييوا      | 2021         | 20,000              | الذكرى السنوية الـ 150 لنظام العملة الحديث      |

## روابط خارجية
- Commemorative coin list - Japan Mint website (In English)